# Yoshiaki Maruyama
Yoshiaki Maruyama (丸山 良明 Maruyama Yoshiaki?, nacido el 12 de octubre de 1974 en Tokio) es un exfutbolista japonés. Jugaba de defensa y su último club fue el Port FC de Japón.

## Trayectoria

### Clubes
| Club                | País      | Año         |
| ------------------- | --------- | ----------- |
| Yokohama F. Marinos | Japón     | 1997 - 2001 |
| Montedio Yamagata   | Japón     | 2000        |
| Albirex Niigata     | Japón     | 2002 - 2005 |
| Vegalta Sendai      | Japón     | 2006 - 2007 |
| AC Nagano Parceiro  | Japón     | 2008        |
| Chonburi FC         | Tailandia | 2009        |
| Port FC             | Tailandia | 2010 - 2011 |

## Palmarés

### Títulos nacionales
| Título         | Club                | País  | Año  |
| -------------- | ------------------- | ----- | ---- |
| Copa J. League | Yokohama F. Marinos | Japón | 2001 |
| J2 League      | Albirex Niigata     | Japón | 2003 |